# Edith Rimmington
Edith Rimmington (* 10. April 1902 in Leicester, England; † 12. August 1986 in Bexhill-on-Sea, England) war eine britische Künstlerin, Fotografin und Dichterin. Rimmington gilt als Vertreterin des britischen Surrealismus.

## Leben
Edith Rimmington wurde 1902 im englischen Leicester geboren. Von 1919 bis 1922 studierte sie in Brighton an der Brighton School of Art. Kurz darauf lernte sie den Künstler Leslie Robert Baxter kennen, den sie 1926 heiratete. Das Paar zog später nach Manchester. Über ihr frühes Schaffen ist nur wenig bekannt.
1936 besuchte Rimmington die International Surrealist Exhibition in London, die sich als Wendepunkt für ihr Leben erweisen sollte. Im Jahr darauf ließ sich Rimmington in London nieder. Sie lernte unter anderem den Künstler Gordon Onslow Ford und den Schriftsteller E. L. T. Mesens kennen, auf deren Einladung hin sie Mitglied der British Surrealist Group wurde. Sie nahm an den regelmäßigen Treffen der Gruppe teil. Erste surrealistische Malereien wurden 1937 in der Ausstellung Surrealist Objects in der London Gallery gezeigt. Sie hatte enge Bindungen zu den anderen Frauen der Gruppe, insbesondere Eileen Agar und Emmy Bridgewater. Sie blieb dort auch während des Zweiten Weltkriegs aktiv, malte jedoch zunehmend weniger und schrieb verstärkt. Die Bilder aus dieser Schaffensphase zeigen oft Metamorphosen, sowie Tod, Wunden und Amputationen. Ihre Texte und Gedichte erschienen in The London Bulletin (1940), Arson (1942), Fulcrum (1944), Message from Nowhere (1944) und Free Unions (1946). Zu ihren erhaltenen Gedichten zählen The Growth at the Break (1946) und The Sea Gull (1946).
1947 wurden ihre Werke in der International Surrealist Exhibition der Galerie Maeght in Paris gezeigt (1947). Nachdem sich die British Surrealist Group 1947 aufgelöst hatte, wandte sich Rimmington verstärkt dem automatischen Schreiben und der experimentellen Fotografie zu.
In den 1950er Jahren ließ sich Rimmington in East Sussex am Ärmelkanal nieder. In den letzten Jahren entstanden vor allem Farbfotografien der Küste. 1986 starb sie in Bexhill-on-Sea.
2020 wurden Werke von Rimmington im Rahmen der Ausstellung Fantastische Frauen. Surreale Welten von Meret Oppenheim bis Frida Kahlo in der Schirn Kunsthalle Frankfurt gezeigt.